# Jørgen Pedersen Gram
Jørgen Pedersen Gram (Nustrup, 27 giugno 1850 – Copenaghen, 29 aprile 1916) è stato un matematico ed attuario danese.
Tra i suoi studi si ricordano le espansioni in serie determinate dai metodi dei minimi quadrati, i numeri primi minori di un dato numero e le serie per la funzione zeta di Riemann.
Il processo di ortogonalizzazione che porta il suo nome assieme a quello di Erhard Schmidt venne pubblicato per la prima volta nel 1883.
Morì a 66 anni dopo essere stato investito da una bicicletta.